# Négreville
Négreville – miejscowość i gmina we Francji, w regionie Normandia, w departamencie Manche.
Według danych na rok 1990 gminę zamieszkiwało 625 osób, a gęstość zaludnienia wynosiła 54 osoby/km² (wśród 1815 gmin Dolnej Normandii Négreville plasuje się na 359. miejscu pod względem liczby ludności, natomiast pod względem powierzchni na miejscu 413.).